# Steele Von Hoff
Steele Von Hoff (Mornington, 31 dicembre 1987) è un ex ciclista su strada australiano con caratteristiche di velocista, professionista dal 2013 al 2018. Nel 2018 ha vinto la prova in linea dei Giochi del Commonwealth.

## Carriera
Originario dello stato di Victoria, in gioventù gareggia nel triathlon prima di passare al ciclismo su strada. Nel 2010 vince due corse del calendario nazionale australiano Elite, la National Road Series; è però nel 2011 che si mette in grande evidenza, ottenendo ben diciassette successi a livello nazionale – tra questi cinque tappe al Tour of Gippsland, cinque al Tour of the Murray River e due al Tour of Geelong – e concludendo secondo nella classifica del circuito.
In seguito a questi risultati, nel 2012 si trasferisce tra le file del Chipotle Development Team, sodalizio Continental gestito da Slipstream Sports come formazione giovanile della Garmin-Sharp. In stagione debutta nelle gare dell'Europe Tour e coglie quattro successi, una tappa al Tour du Loir-et-Cher in Francia, una all'Olympia's Tour nei Paesi Bassi e due al Tour de la Guadeloupe.
Negli ultimi mesi del 2012 passa quindi alla Garmin-Sharp come stagista, ottenendo alcuni piazzamenti (un terzo posto di tappa al Post Danmark Rundt, un secondo al Tour of Britain, battuto solo da Mark Cavendish). Confermato dalla Garmin-Sharp, debutta da professionista nel 2013. Durante l'anno non riesce a mettere a referto vittorie in gare UCI, si piazza però terzo nella prova in linea dei campionati australiani vinta da Luke Durbridge, e va due volte a podio in tappe del Tour de Pologne, gara World Tour.

## Palmarès
- 2010

7ª tappa Tour of Gippsland (Bairnsdale > Lakes Entrance)
- 2011 (Genesys Wealth Advisers)

3ª tappa Mersey Valley Tour (Sheffield > Sheffield)
Leonora Golden Wheels
3ª tappa Tour of Toowoomba (Oakey > Oakey)
6ª tappa Tour of Gippsland (Morwell > Maffra)
2ª tappa Tour of Geelong (Lara > You Yangs)
2ª tappa Tour of the Murray River (Yarrawonga > Cobram)
5ª tappa Tour of the Murray River (Echuca > Kyabram)
8ª tappa Tour of the Murray River (Swan Hill > Lake Boga)
12ª tappa Tour of the Murray River (Ouyen > Ouyen)
15ª tappa Tour of the Murray River (Mildura > Mildura)
2ª tappa Goulburn-Sydney (Goulburn > Camden)
Launceston-New Norfolk
- 2012 (Chipotle Development Team, quattro vittorie)

5ª tappa Tour du Loir-et-Cher (Blois > Blois)
6ª tappa Olympia's Tour (Reuver > Reuver)
2ª tappa, 1ª semitappa Tour Cycliste International de la Guadeloupe (Morne-à-l'Eau > Les Abymes)
9ª tappa Tour Cycliste International de la Guadeloupe (Lamentin > Lamentin)
- 2015 (NFTO, due vittorie)

4ª tappa Tour Down Under
East Midlands International Cicle Classic
- 2016 (ONE Pro Cycling, due vittorie)

1ª tappa Tour of Norway (Drammen > Langesund)
1ª tappa Sibiu Cycling Tour (Sibiu > Sibiu)
- 2018 (Bennelong SwissWellness Cycling Team, una vittoria)

Giochi del Commonwealth, Prova in linea (con l'Australia)

### Altri successi
- 2010

Shipwreck Coast Classic (criterium)
- 2011

1ª tappa Canberra Tour (Stromlo Forest Park, criterium)
1ª tappa Tour of Gippsland (Wonthaggi, criterium)
3ª tappa Tour of Gippsland (San Remo, criterium)
5ª tappa Tour of Gippsland (Moe, criterium)
9ª tappa Tour of Gippsland (Paynesville, criterium)
3ª tappa Tour of Geelong (Grovedale, criterium)
Japan Cup Criterium
- 2013

Japan Cup Criterium
- 2014

Campionati australiani, Prova criterium
- 2017 (ONE Pro Cycling)

1ª tappa Ronde van Midden-Nederland (Doorn, cronosquadre)
- 2018 (Bennelong SwissWellness Cycling Team)

Classifica a punti Herald Sun Tour

## Piazzamenti

### Classiche monumento
- Giro delle Fiandre

2014: ritirato

### Competizioni mondiali
Campionati del mondo
Doha 2016 - In linea Elite: ritirato